# Liste der Kulturdenkmäler in Ober-Seibertenrod
Die folgende Liste enthält die in der Denkmaltopographie ausgewiesenen Kulturdenkmäler auf dem Gebiet des Ortsteils Ober-Seibertenrod der  Stadt Ulrichstein, Vogelsbergkreis, Hessen.
Hinweis: Die Reihenfolge der Denkmäler in dieser Liste orientiert sich an der Anschrift, alternativ ist sie auch nach der Bezeichnung, der vom Landesamt für Denkmalpflege vergebenen Nummer oder der Bauzeit sortierbar.
Kulturdenkmäler werden fortlaufend im Denkmalverzeichnis des Landes Hessen durch das Landesamt für Denkmalpflege Hessen auf Basis des Hessischen Denkmalschutzgesetzes (HDSchG) geführt. Die Schutzwürdigkeit eines Kulturdenkmals hängt nicht von der Eintragung in das Denkmalverzeichnis des Landes Hessen oder der Veröffentlichung in der Denkmaltopographie ab.

Das Vorhandensein oder Fehlen eines Objekts in dieser Liste ist keine rechtsverbindliche Auskunft darüber, ob es Kulturdenkmal ist oder nicht: Diese Liste entspricht möglicherweise nicht dem aktuellen Stand der offiziellen Denkmaltopographie. Diese ist für Hessen in den entsprechenden Bänden der Denkmaltopographie Bundesrepublik Deutschland und im Internet unter DenkXweb – Kulturdenkmäler in Hessen einsehbar. Auch diese Quellen sind, obwohl sie durch das Landesamt für Denkmalpflege Hessen aktualisiert werden, nicht immer aktuell, da es im Denkmalbestand immer wieder Änderungen gibt.
Eine verbindliche Auskunft erteilt allein das Landesamt für Denkmalpflege Hessen.
Nutze diese Kartenansicht, um Koordinaten in der Liste zu setzen. In dieser Kartenansicht sind Kulturdenkmale ohne Koordinaten mit einem roten bzw. orangen Marker dargestellt und können in der Karte gesetzt werden. Kulturdenkmale ohne Bild sind mit einem blauen bzw. roten Marker gekennzeichnet, Kulturdenkmale mit Bild mit einem grünen bzw. orangen Marker.
| Bild               | Bezeichnung                    | Lage                                             | Beschreibung | Bauzeit                                      | Objekt-Nr. |
| ------------------ | ------------------------------ | ------------------------------------------------ | ------------ | -------------------------------------------- | ---------- |
| Am Wirtshof 1      | Streckhof                      | Am Wirtshof 1 LageFlur: 1, Flurstück: 29         |              | 1782                                         | 122971 DDB |
| Am Wirtshof 3      | Einhof                         | Am Wirtshof 3 LageFlur: 1, Flurstück: 32/1       |              | 1794                                         | 122972 DDB |
| Am Wirtshof 6      | Hofanlage                      | Am Wirtshof 6 LageFlur: 1, Flurstück: 46         |              | Wohnhaus von 1701                            | 122973 DDB |
| Gefallenendenkmal  | Friedhof mit Gefallenendenkmal | Grünberger Straße 4 LageFlur: 1, Flurstück: 59/1 |              |                                              | 122974 DDB |
| Bild gesucht BW    | Fachwerkwohnhaus               | Grünberger Straße 13 LageFlur: 1, Flurstück: 80  |              | 1914                                         | 122975 DDB |
| Ehemalige Schule   | Ehemalige Schule               | Heegholzstraße 5 LageFlur: 1, Flurstück: 124     |              | 1915                                         | 122720 DDB |
| In der Hofstatt 17 | Hofanlage                      | In der Hofstatt 17 LageFlur: 1, Flurstück: 98/3  |              | Mitte bis Ende 18. Jahrhundert               | 124456 DDB |
| Obergasse 10       | Großer Einhof                  | Obergasse 10 LageFlur: 1, Flurstück: 28          |              | Ende 19. Jahrhundert                         | 122976 DDB |
| weitere Bilder     | Evangelische Kirche            | Untergasse 2 LageFlur: 1, Flurstück: 125/1       |              |                                              | 122977 DDB |
| Untergasse 8       | Fachwerkwohnhaus               | Untergasse 8 LageFlur: 1, Flurstück: 128         |              | 1908                                         | 122978 DDB |
| Untergasse 22      | Winkelförmige Hofanlage        | Untergasse 22 LageFlur: 1, Flurstück: 138/1      |              | Traufständiger Einhof spätes 18. Jahrhundert | 122979 DDB |